# Hana Soukupová
Hana Soukupová, född 18 december 1985 i Karlovy Vary, är en tjeckisk fotomodell. Hon har gjort reklam för bland andra Gucci, BVLGARI, Escada, Balenciaga, Max Mara, Dior, Carolina Herrera, H&M, Victoria's Secret och Versace. Hon var också på många omslag av modemagasin som Vogue, Harper's Bazaar, W, Elle, and Allure.